# 大比爾卡

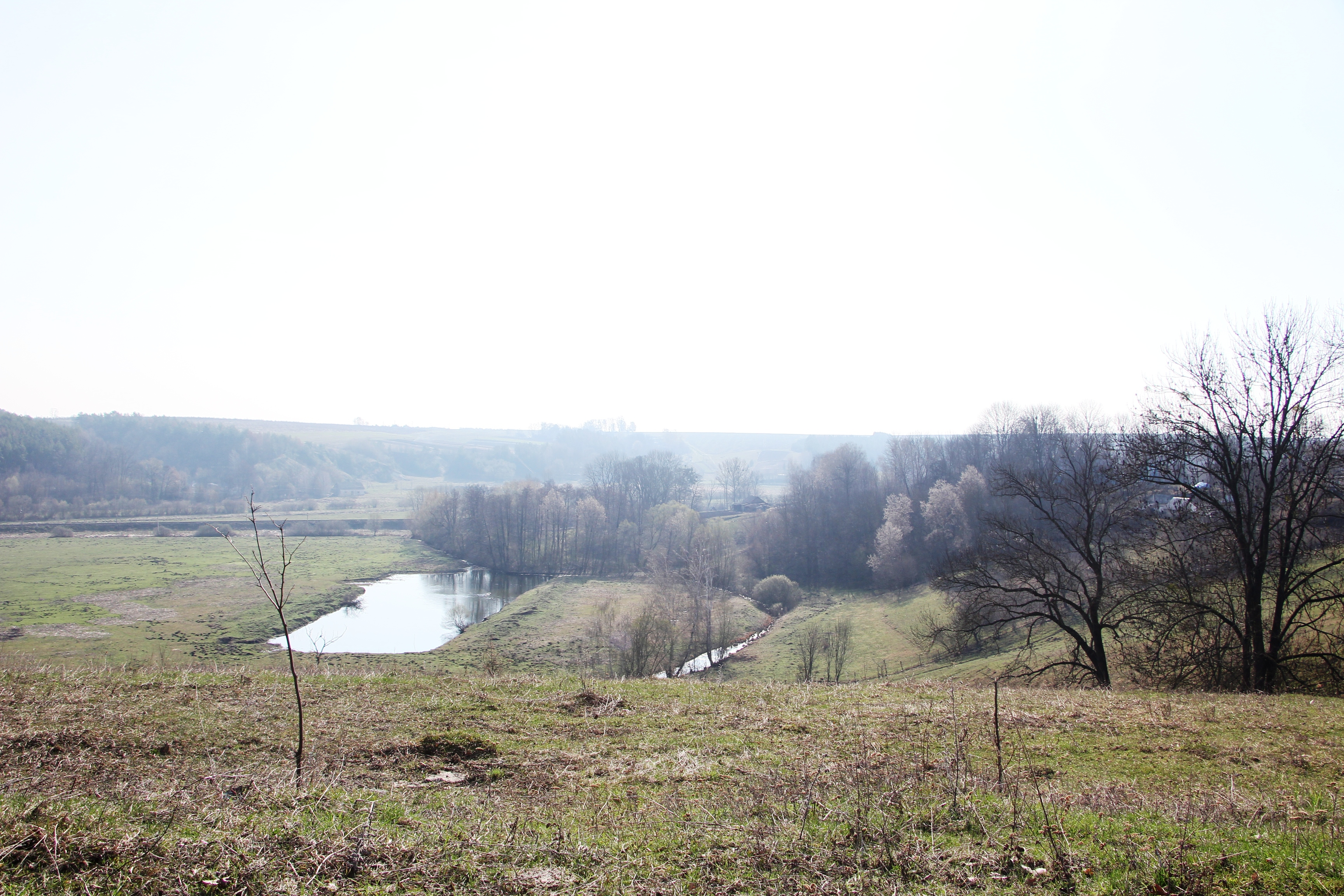

49°48′10″N 25°58′15″E / 49.80278°N 25.97083°E
大比爾卡（烏克蘭語：Велика Білка），是烏克蘭的村落，位於該國西部捷爾諾波爾州，由克列梅涅茨區負責管轄，始建於1430年，面積0.88平方公里，2001年人口180，人口密度每平方公里204.1人。